# Георги Евремов
Георги Евремов (на македонска литературна норма: Ѓорѓи Евремов) е биохимик, генетик, академик и университетски професор от Република Македония.

## Биография
Роден е на 8 юли 1932 година в Кратово като пето, предпоследно дете. Образованието си започва на сръбски език, а след идването на българите по време на Втората световна война, още три години учи на български език. След края на войната, новият комунистически режим в Югославия конфискува цялата собственост на семейството на Ефремов. Георги Ефремов се мести в Скопие в 1946 година, където се записва в гимназия и я завършва в 1950 година със средна оценка. Записва Ветеринарния факултет в Загреб, който завършва в 1956 година. Започва работа като ветеринарен лекар, но скоро се отказва и записва Медицинския факултет в Скопския университет. Постдокторските студии Евремов осъществява в Клиниката за вътрешна медицина при Ветеринарния факултет в Осло, Норвегия в периода 1963 - 1965 година и в Института за биохимия при Медицинския факултет в Огъста, Джорджия, САЩ в периода 1968 – 1970 година.
В 1973 година е избран за доцент по биохимия на Земеделския факултет в Скопие, а в 1980 година и за редовен професор. От 1978 до 1979 година е редовен професор по биохимия в Медицинския факултет в Огъста, Джорджия, САЩ. От 1965 до 1980 година е научен консултант при Клиниката за детски болести в Медицинския факултет в Скопие. Избран е за редовен професор по физиология в Селскостопанския факултет в Скопие в 1995 година.
В 1979 година е избран за дописен член на Македонската академия на науките и изкуствата, а за редовен член в 1983 година. Председател е на МАНИ от 2000 до 2001 година.